# Ијан Самерхолдер
Ијан Џозеф Самерхолдер (енгл. Ian Joseph Somerhalder; Кавингтон, 8. децембар 1978) амерички је глумац. Познат је по улози Буна Карлајла у серији Изгубљени и Дејмона Салватора у серији Вампирски дневници.

## Детињство и младост
Рођен је 8. децембра 1978. године у Кавингтону, у Луизијани. Друго је од троје деце масерке Едне из Мисисипија и извођача радова Роберта Самерхолдера Старијег. Биолошки отац његовог деде по оцу, земљопоседник у Енглеској, чија је љубавница остала трудна, исплатио је једног од својих радника имигранта, који се презивао Самерхолдер, да је ожени и одведе новорођену бебу далеко. Његова баба по оцу била је Францускиња. Мајка му има ирског порекла, а њен деда по мајци је био Чокто. Има старијег брата Роберта и млађу сестру Робин. Живео је са мајком након што су му се родитељи развели када је имао 14 година.
У свом родном Кавингтону је завршио образовање. Од 10 до 13 године бавио се манекенством, док је са 17 година одлучио да се опроба у глуми.

## Приватни живот
Између 2010. и 2013. био је у вези са својом колегиницом Нином Добрев из серије Вампирски дневници. Средином 2014. почео је да се забавља с глумицом Ники Рид. У фебруару 2015. објавили су веридбу, а 26. априла су се венчали у Малибуу, у Калифорнији. Ћерку су добили 25. јула 2017. године.

## Филмографија

### Филм
| Улоге  |                             |               |                 |             |
| Година | Српски назив                | Изворни назив | Улога           | Напомена    |
| 1998.  | Селебрити                   |               | непознато       | непотписан  |
| 2001.  | Кућа наде                   |               | Џош             |             |
| 2002.  |                             |               | Џејсон Кели     |             |
| 2002.  | Правила привлачности        |               | Пол Дентон      |             |
| 2004.  | Подморница                  |               | Дени Милер      |             |
| 2004.  |                             |               | Мет             | кратки филм |
| 2006.  |                             |               | непознато       | непотписан  |
| 2006.  | Импулс                      |               | Декстер Макарти |             |
| 2006.  |                             |               | Дрифтер         |             |
| 2008.  |                             |               | Вилијам Арчер   |             |
| 2009.  |                             |               | Тајлер          |             |
| 2009.  | Турнир смрти                |               | Мајлс Слејд     |             |
| 2010.  | Како се води љубав са женом |               | Данијел Мелцер  |             |
| 2013.  |                             |               | полицајац Луис  |             |
| 2013.  |                             |               | агент Блек      | кратки филм |
| 2014.  | Аномалија                   |               | Харкин Лангам   |             |

### Телевизија
| Улоге            |                                          |               |                   |                    |
| Година           | Српски назив                             | Изворни назив | Улога             | Напомена           |
| 1997.            |                                          |               | Ај Кју            | 1 епизода          |
| 1999.            |                                          |               | Брајан            | 1 епизода          |
| 2000.            | Млади Американци                         |               | Хамилтон Флеминг  | главна улога       |
| 2001.            | Анатомија злочина из мржње               |               | Расел Хендерон    | ТВ филм            |
| 2002.            | Место злочина: Лас Вегас                 |               | Тони дел Нагро    | 1 епизода          |
| 2002.            | Ред и закон: Одељење за специјалне жртве |               | Чарли Бејкер      | 1 епизода          |
| 2003.            | Истражитељи из Мајамија                  |               | Рики Мердок       | 1 епизода          |
| 2004.            |                                          |               | Џордан Грејси     | непродати ТВ пилот |
| 2004—2007; 2010. | Изгубљени                                |               | Бун Карлајл       | 28 епизода         |
| 2004.            | Смолвил                                  |               | Адам Најт         | 6 епизода          |
| 2007.            | Марко Поло                               |               | Марко Поло        | ТВ филм            |
| 2007.            | Реци да ме волиш                         |               | Ник               | 6 епизода          |
| 2008.            | Ловци на благо                           |               | Џек Кјубијак      | ТВ филм            |
| 2009.            |                                          |               | Ли Купер          | ТВ филм            |
| 2009—2017.       | Вампирски дневници                       |               | Дејмон Салватор   | главна улога       |
| 2014.            | Године опасног живљења                   |               | себе              | 1 епизода          |
| 2019.            |                                          |               | др Лутер Свон     | главна улога       |
| 2020.            |                                          |               | извршни продуцент |                    |